# Chlorophyllum brunneum
Lépiote des jardins, Lépiote vénéneuse
Espèce
Chlorophyllum brunneum, la Lépiote des jardins ou Lépiote vénéneuse, autrefois Macrolepiota venenata, est une espèce de champignon (Fungi) basidiomycète du genre Chlorophyllum dans la famille des Agaricaceae. Variablement toxique, elle est caractérisée par son bulbe typiquement marginé, son anneau simple, sa chair rosissante et son habitat dans les lieux anthropisés.

## Taxonomie

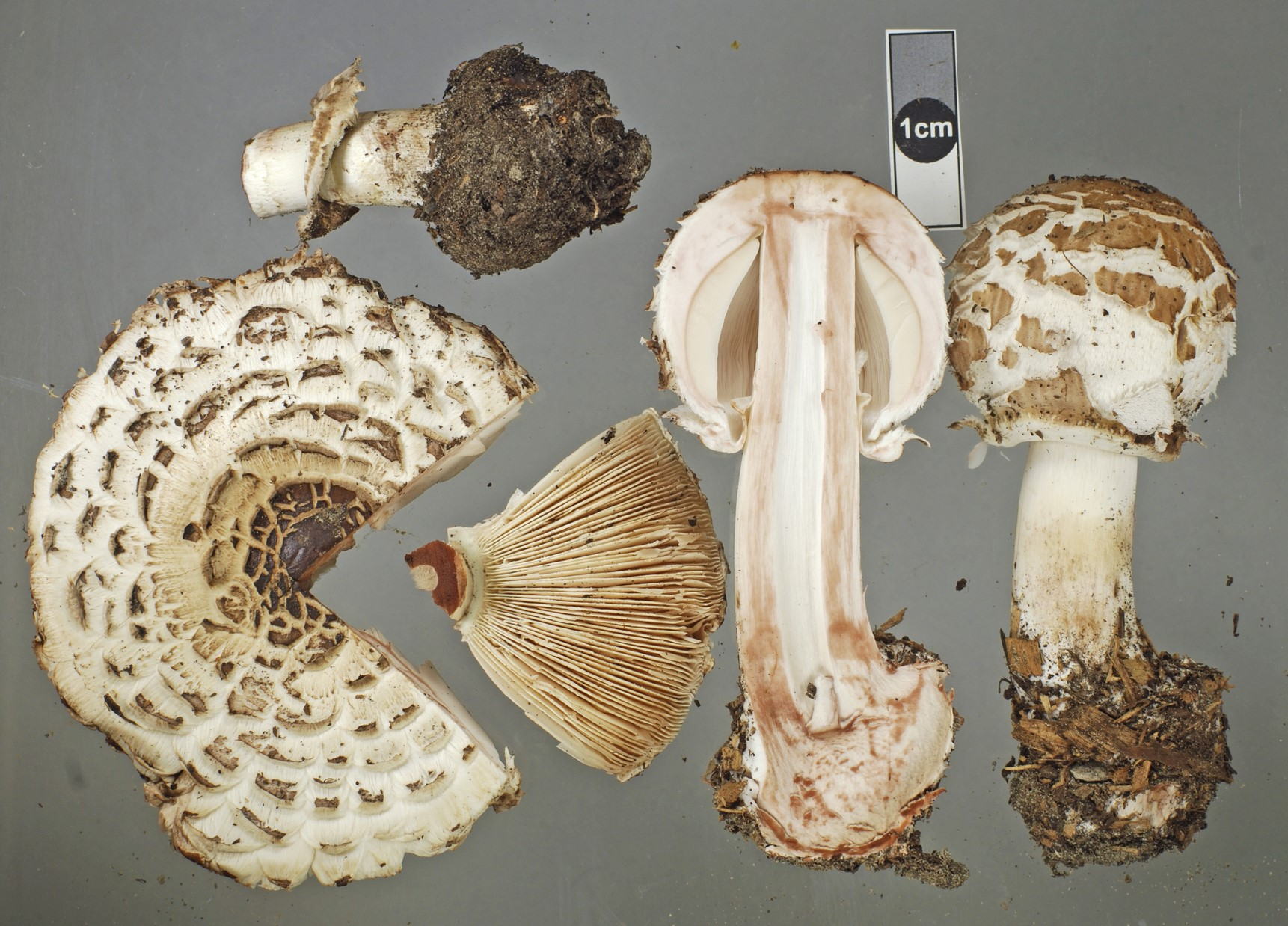
Sporophores de C. brunneum dont un coupé verticalement, laissant voir la forme marginée du bulbe à base du pied et la chair rosissante.

Le nom correct complet (avec auteur) de ce taxon est Chlorophyllum brunneum (Farl. & Burt) Vellinga. 
L'espèce a été initialement classée dans le genre Lepiota sous le basionyme Lepiota brunnea Farl. & Burt.

### Synonymes
Chlorophyllum brunneum a pour synonymes :
- Chlorophyllum rachodes var. bohemica (Wichanský) Anon.
- Lepiota bohemica Wichanský
- Lepiota brunnea Farl. & Burt
- Lepiota rachodes var. hortensis (Pilát) Wass.
- Lepiota rachodes var. hortensis Pilát
- Lepiota rhacodes var. bohemica (Wich.) Bellu & Lanzoni
- Lepiota rhacodes var. hortensis Pilát
- Lepiota rhacodes Pilat
- Macrolepiota bohemica (Wichanský) Krieglst. & Pázmány
- Macrolepiota brunnea (Farl. & Burt) Wasser
- Macrolepiota rachodes var. bohemica (Wichanský) Bellú & Lanzoni
- Macrolepiota rachodes var. brunnea (Farl. & Burt) Cand.
- Macrolepiota rachodes var. hortensis Pilát
- Macrolepiota rachodes var. hortensis Pilát ex Knudsen
- Macrolepiota rachodes var. hortensis Pilát ex Wasser
- Macrolepiota rhacodes var. bohemica (Wichanský) Bellù & Lanzoni
- Macrolepiota rhacodes var. brunnea (Farl. & Burt) Candusso
- Macrolepiota rhacodes var. hortensis (Pilát) Wasser, 1980
- Macrolepiota rhacodes var. hortensis Pilat

### Noms vulgaires et vernaculaires
Ce taxon porte en français le nom vernaculaire ou normalisé suivant : Lépiote des jardins, Lépiote vénéneuse,.

## Description du sporophore

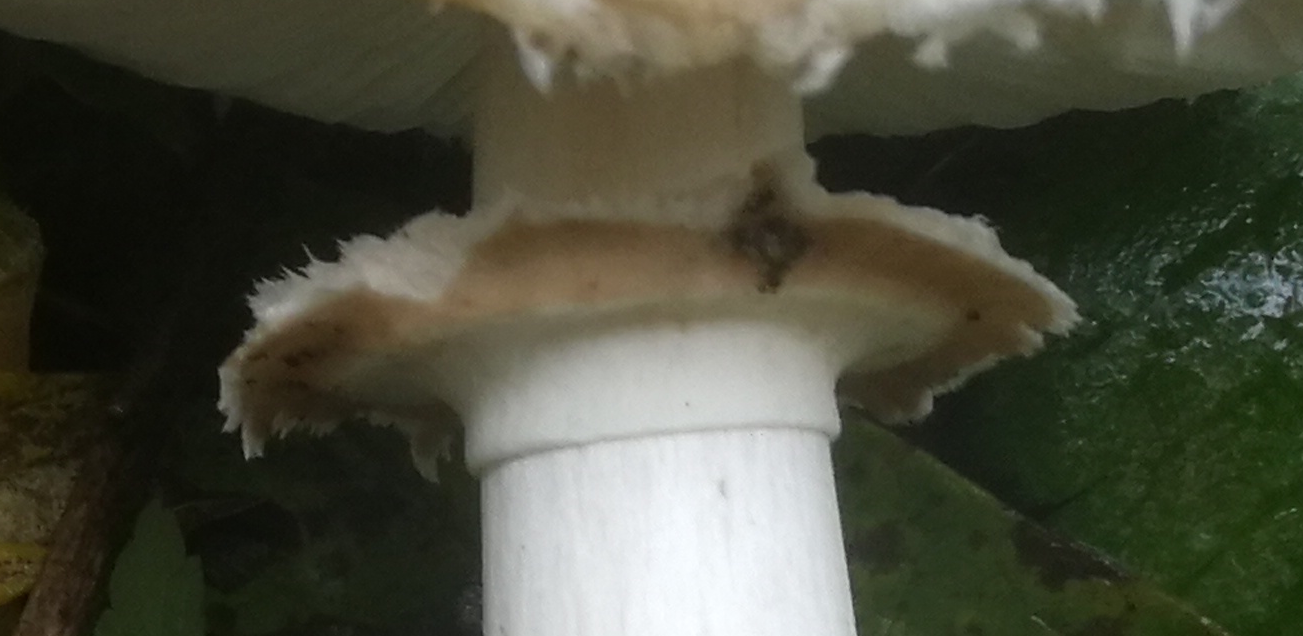
Anneau simple de C. brunneum.

Son chapeau mesure 6 à 15 cm, robuste, globuleux puis hémisphérique à convexe aplani non mamelonné. Il est rompu en écailles ou en plaques blanchâtres, beiges ou brunes, contrastant avec le fond, avec souvent un aspect étoilé, seul le centre restant lisse, sur fond pelucheux plus pâle.
L'hyménophore présente des lames libres, larges, ochracées, blanc sale puis plus ou moins crème rosé. Leur arête est finement fimbriée.
Son stipe mesure 6 à 15 cm x 1 à 4 cm, sa longueur ne dépassant pas ou de peu le diamètre du chapeau une fois ouvert. Il est blanc puis ochracé, lisse, rouge safran au grattage, à base avec un bulbe souvent gros, typiquement marginé et excentré. Il possède un anneau épais mais simple, coulissant. 
La chair est épaisse, blanche, rosissant en orangé rougeâtre très vite au toucher ou à la coupe, puis devenant lentement brunâtre. Sa saveur est douce et son odeur est faible,. 

### Caractéristiques microscopiques
Ses spores mesurent 10 à 12 µm x 7 à 9 µm, elles sont ovoïdes, à pore germinatif large et tronqué. Ses basides sont largement clavées, tétrasporiques. Les cheilocystides sont vésiculeuses, mesurant 25 à 50 µm x 8 à 20 µm. La cuticule est constituée d'hyphes dressées à articles terminaux renflés.

## Galerie

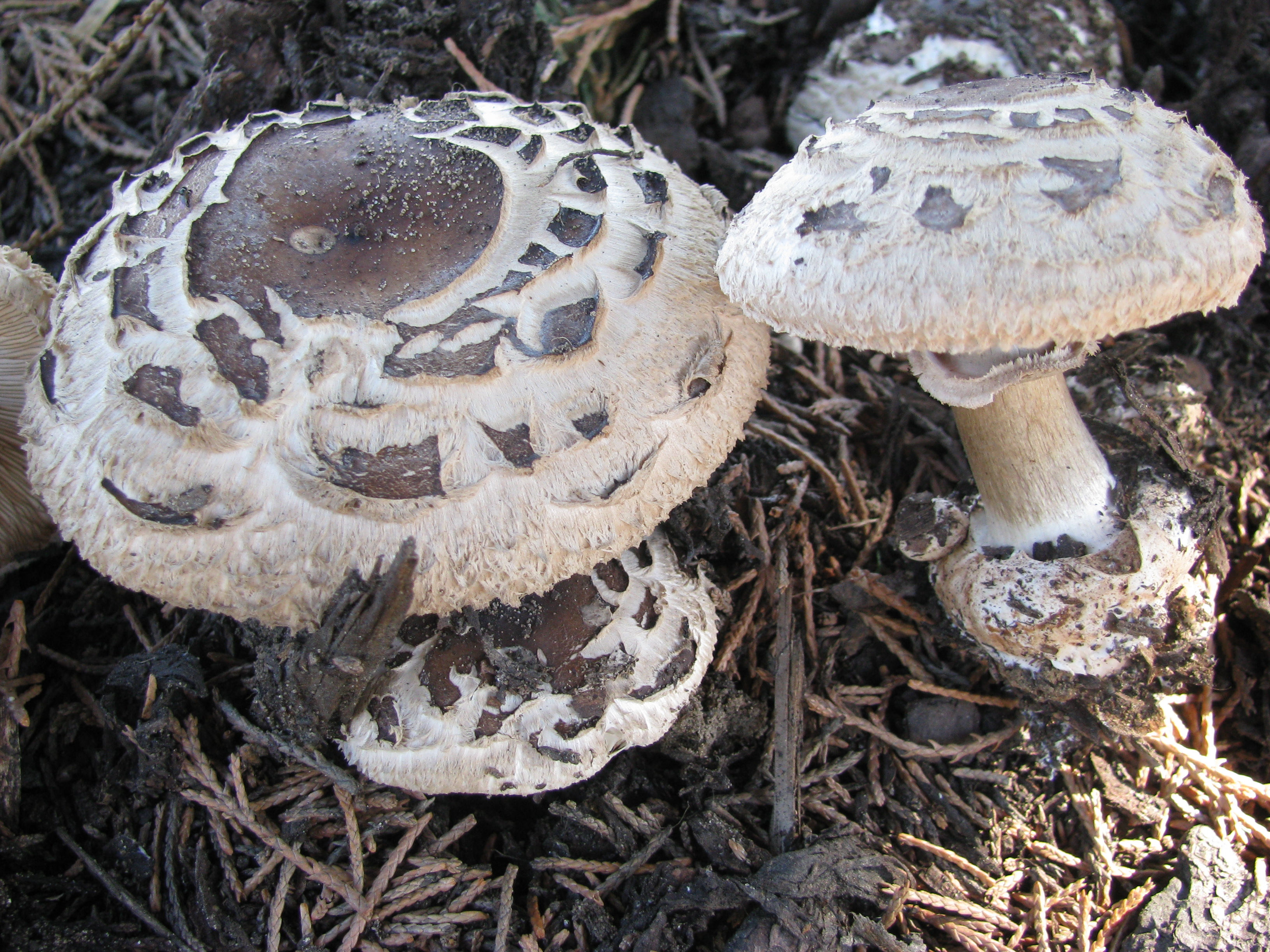
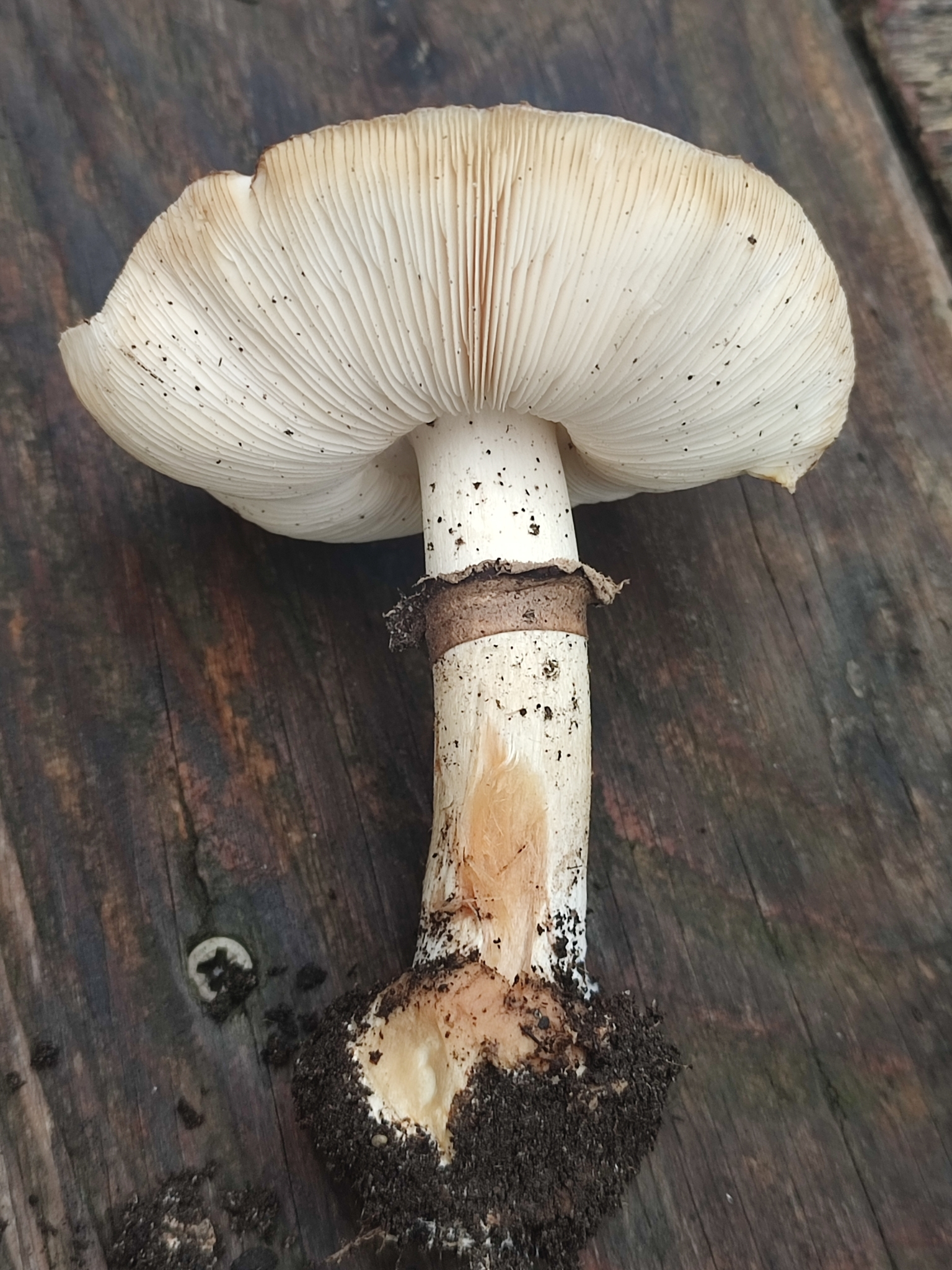
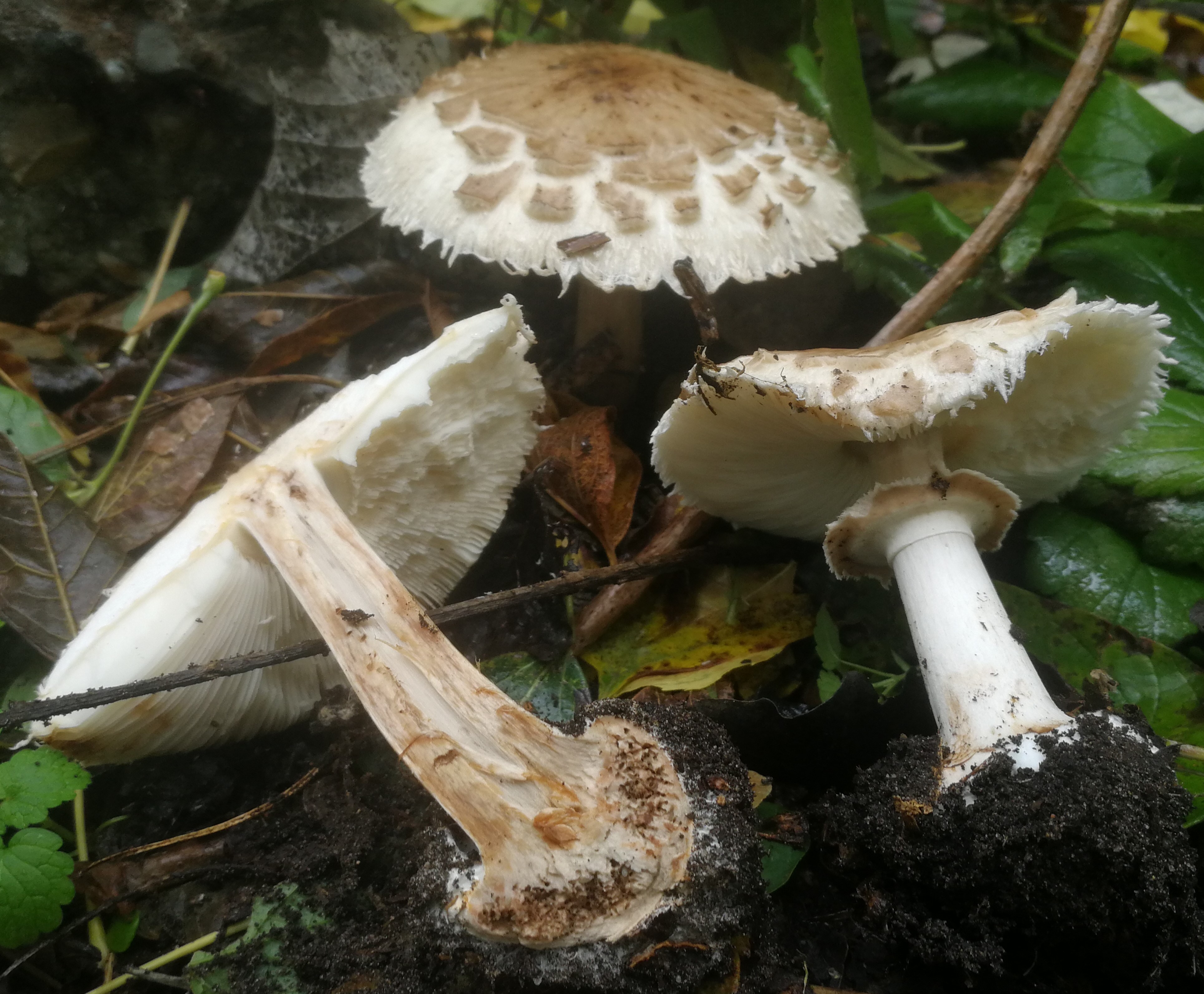
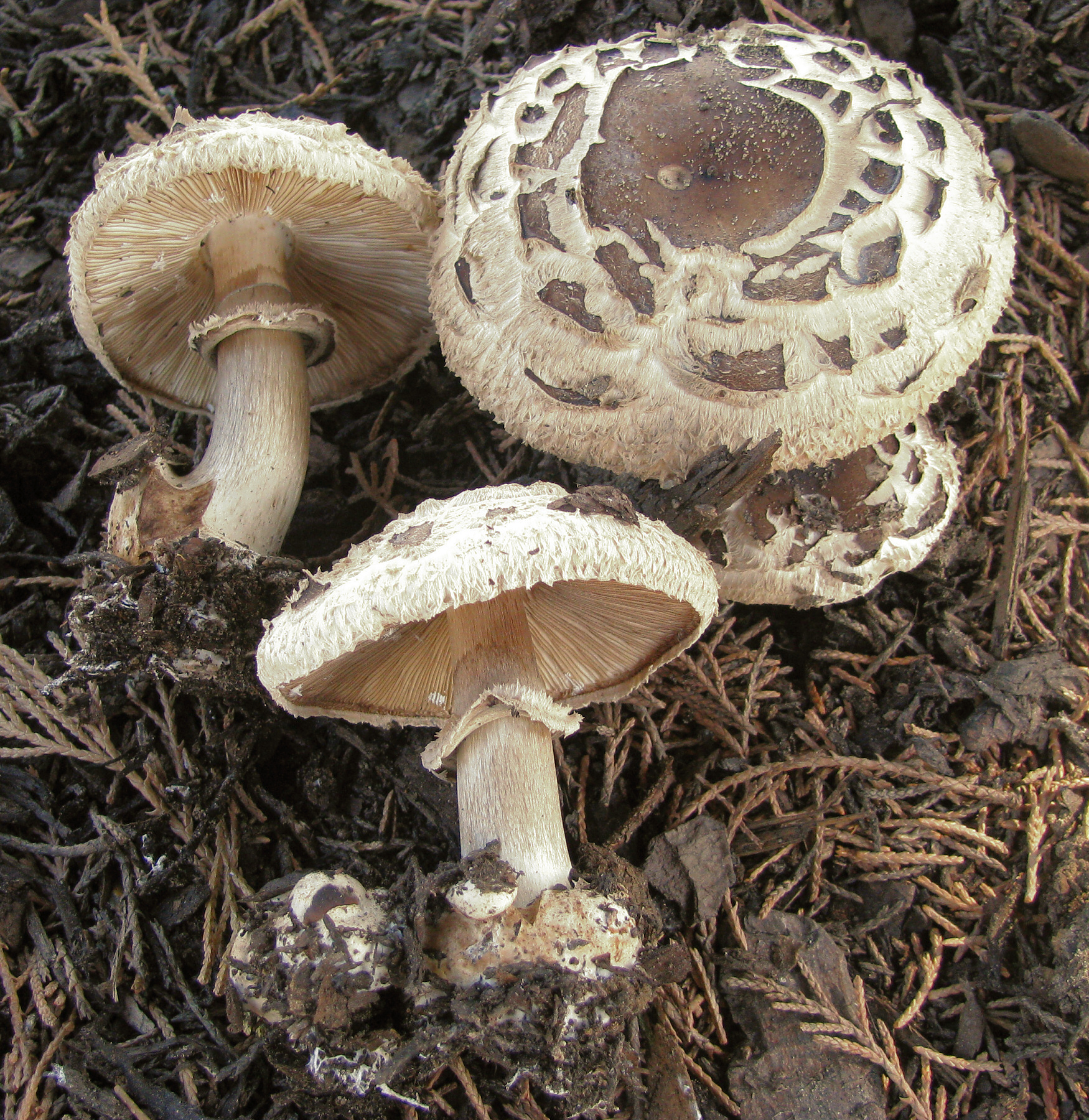
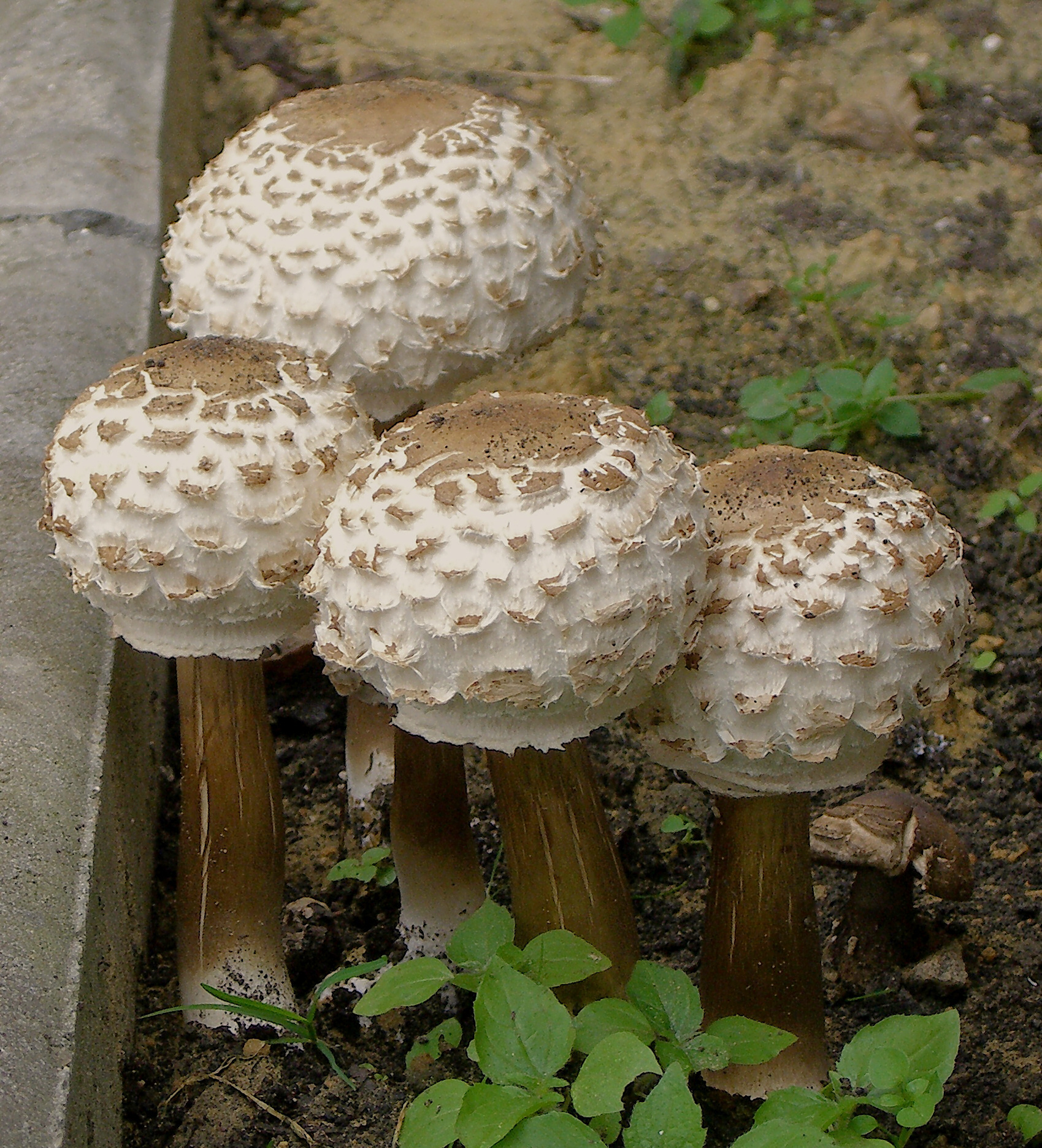
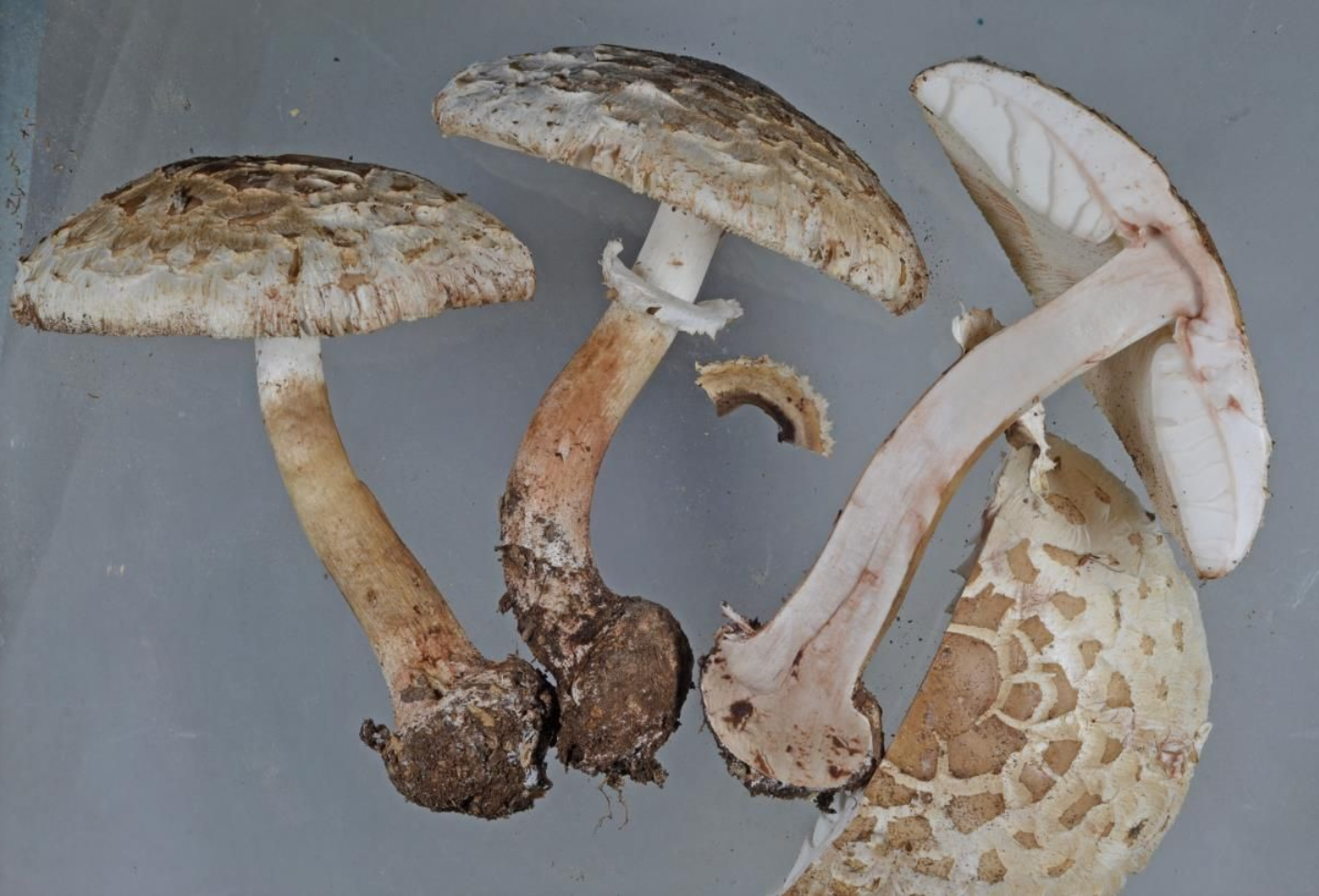
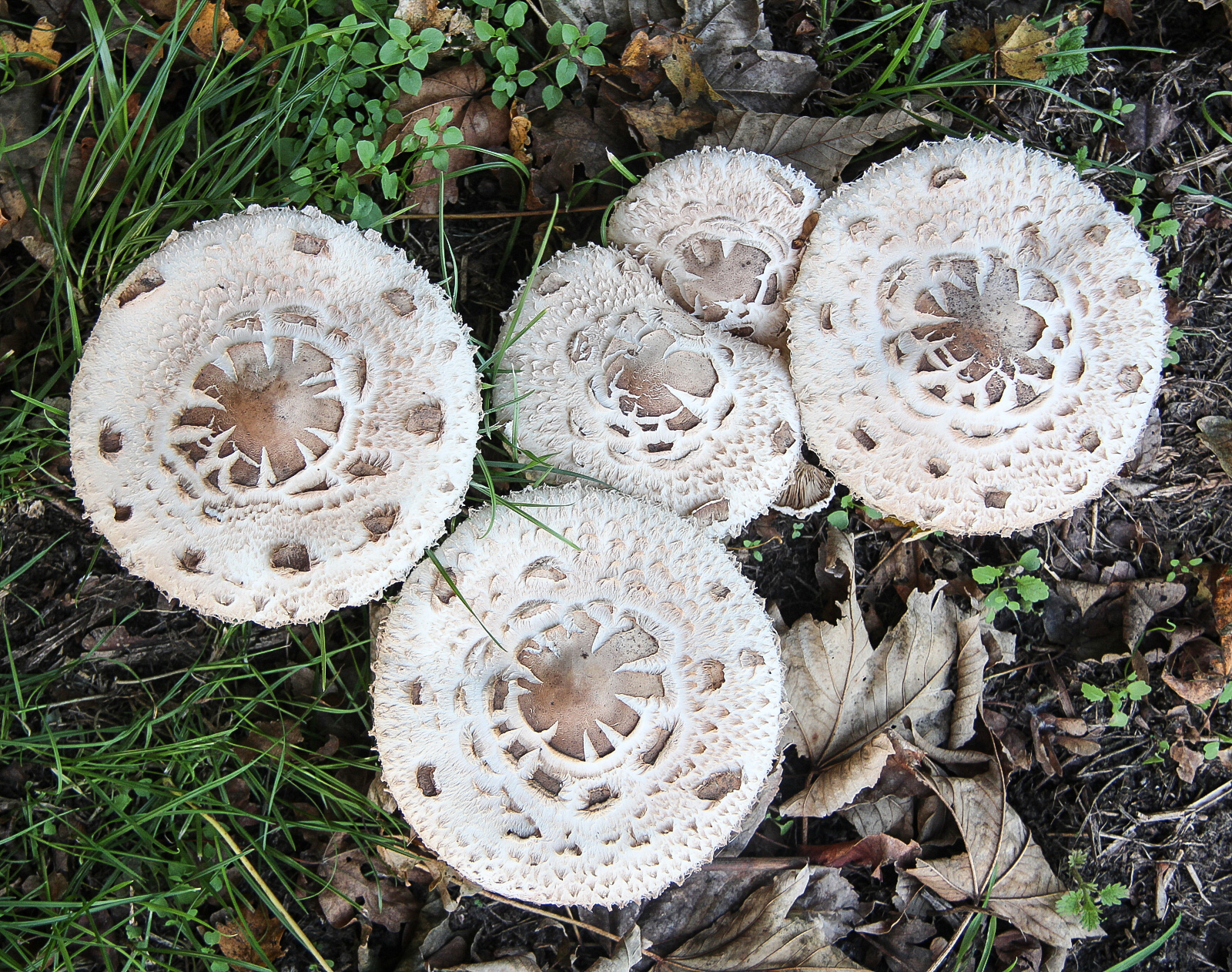
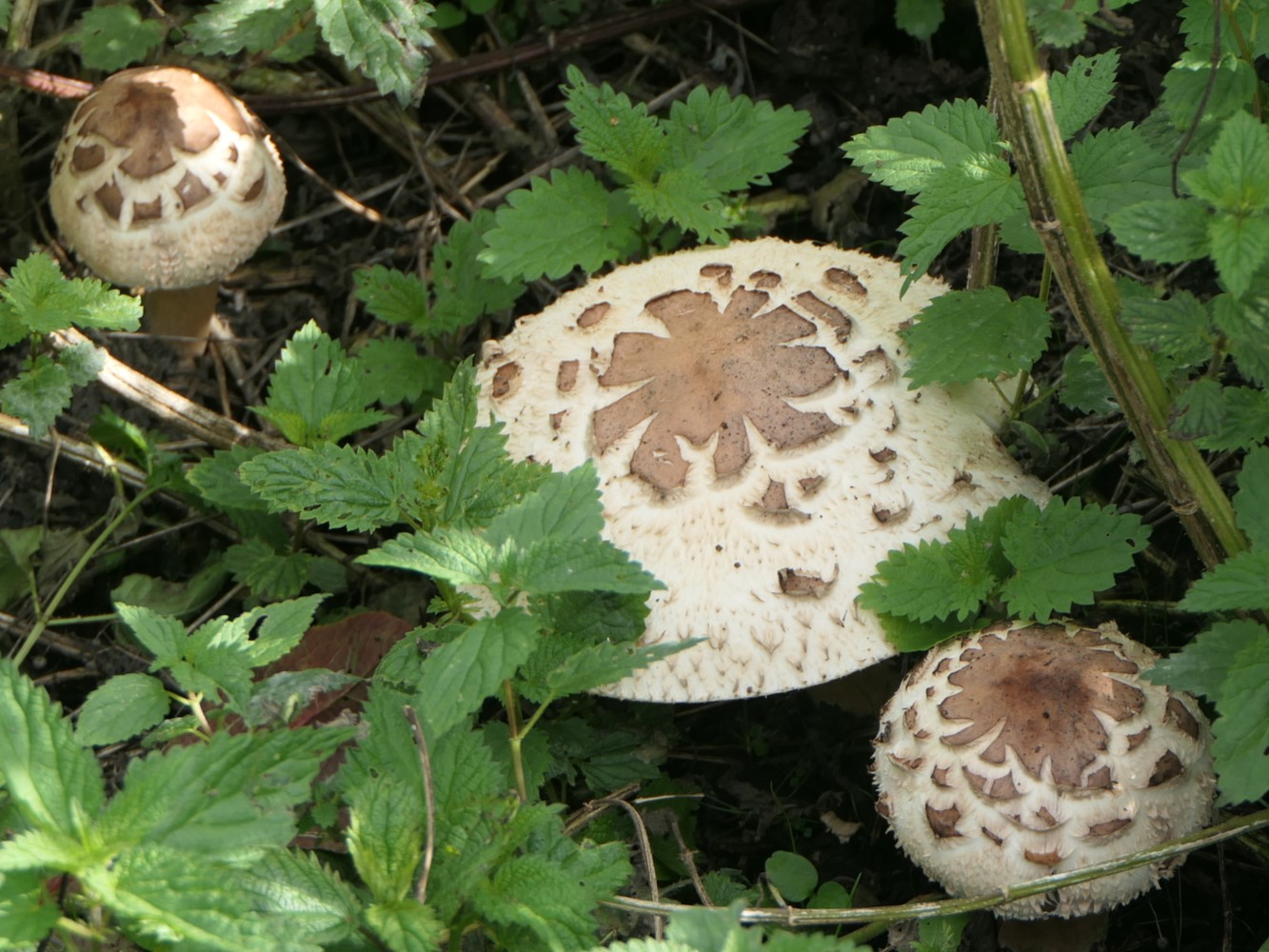
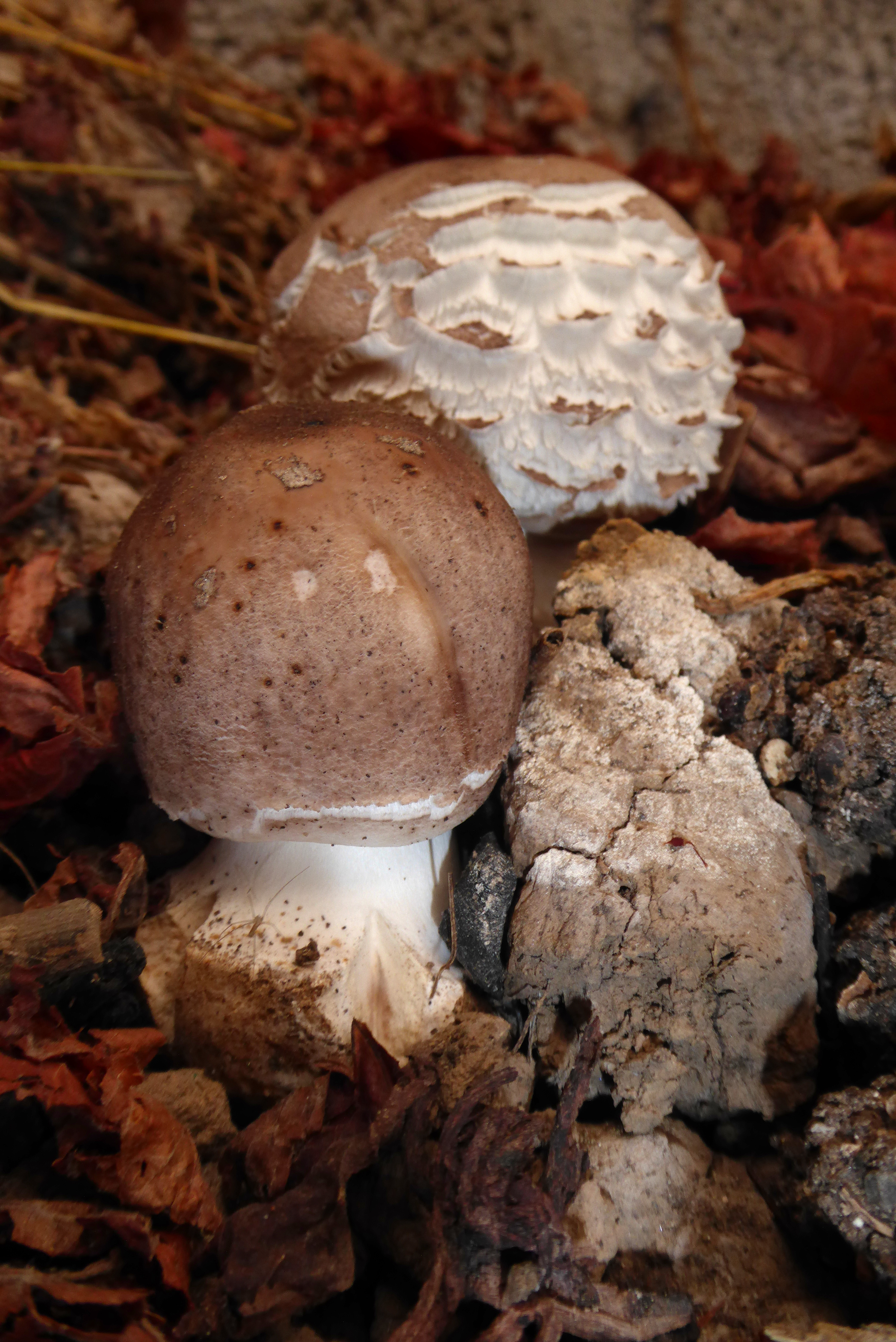
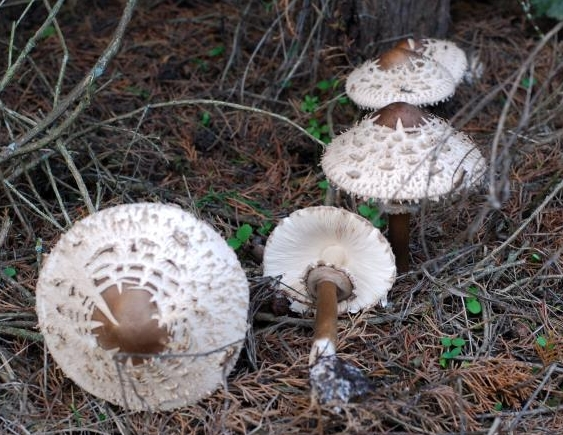
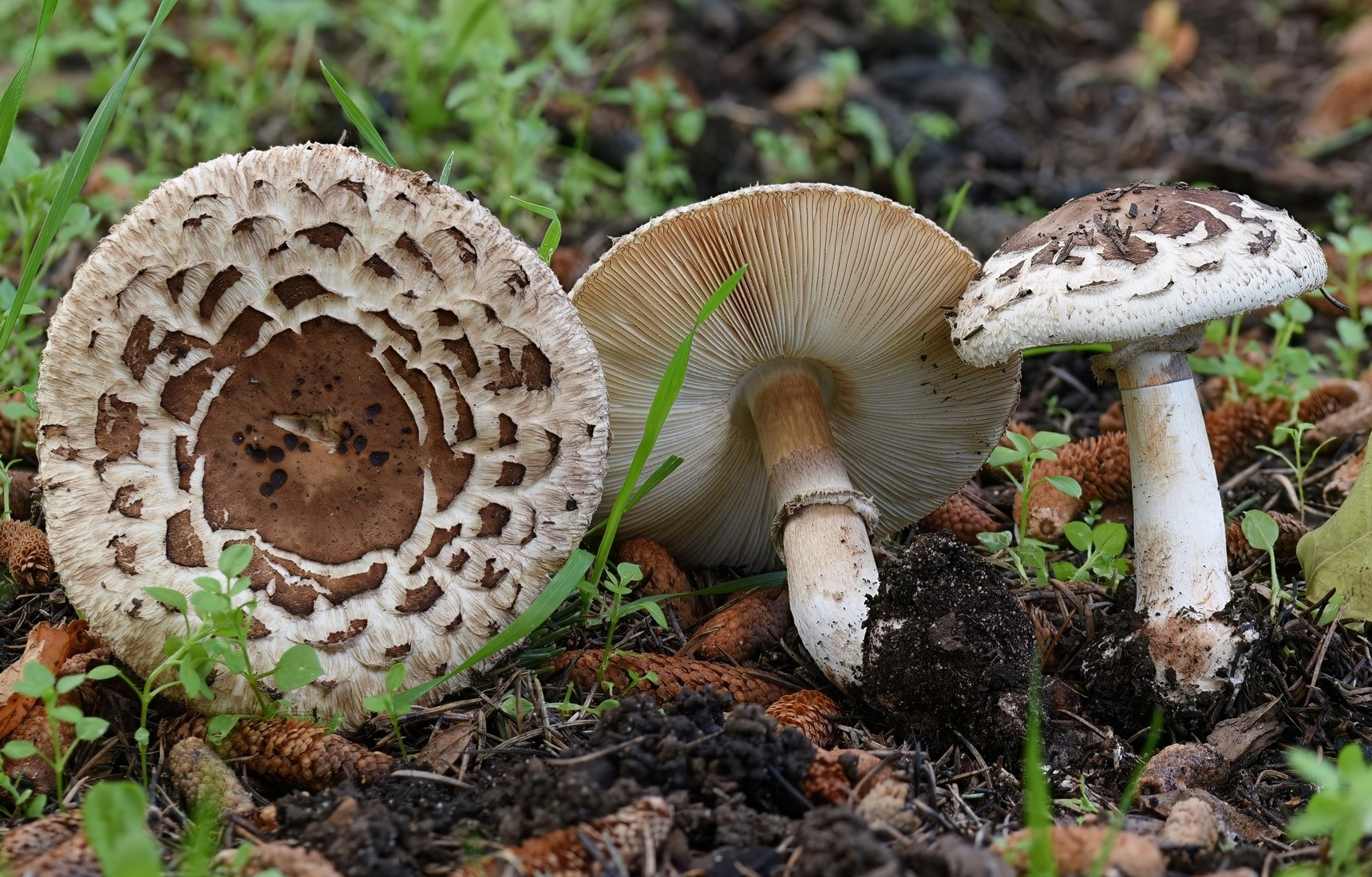
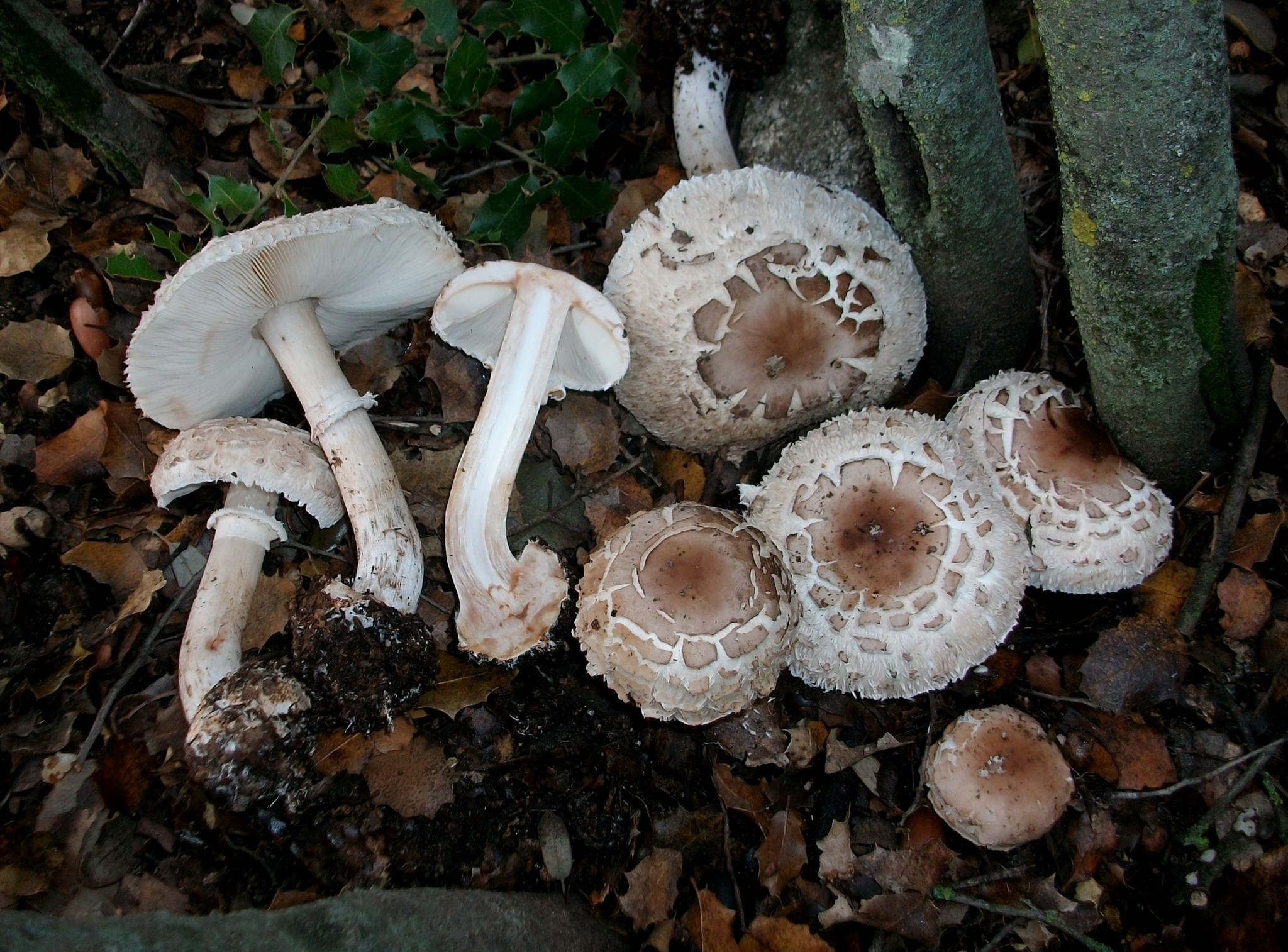

## Habitat et distribution
Il s'agit un champignon saprophyte, venant dans les lieux et sur des sols enrichis en azote comme les détritus, le terreau, à proximité des lieux habités, dans les milieux anthropisés tels que jardins, parcs, tas de compost, serres, et sols riches en nutriments en forêts,, etc, plus ou mois en touffe ou en grande troupe. 

## Comestibilité et toxicité
La Lépiote vénéneuse est une espèce à toxicité variable, étant parmi les espèces entrainant le plus d'intoxication (bien que sans gravité) chaque année, notamment en étant confondue avec la Coulemelle (Macrolepiota procera). Selon leur tolérance individuelle, certains individus sont prompts à des intoxications avec cette espèce, d'autres à de légers symptômes gastro-intestinaux et d'autres peuvent éventuellement la consommer avec pas ou peu de symptômes en conséquence (sans pour autant assurer les mêmes réactions ou tolérance pour des consommations futures). D'autres variables sont aussi à considérer concernant les intoxications avec cette espèce telles que la quantité consommée, le temps de cuisson et le lieu de récolte dont la composition semble pouvoir influencer le risque d'intoxication. Dans l'ensemble, C. brunneum doit être considérée comme une espèce suspecte déconseillée à la consommation, à la toxicité inconstante.

## Confusions possibles
La Lépiote vénéneuse peut être confondues avec les espèces suivantes, et inversement :
- La Lépiote élevée ou "Coulemelle" (Macrolepiota procera) au pied chiné, au bulbe non marginé, à l'anneau double, et à la chair non rosissante. Comestible.
- La Lépiote déguenillée (Chlorophyllum rhacodes) à l'anneau double et au bulbe non marginé. Comestible, mais certains la tolèrent mal.
- La Lépiote d'Olivier (Chlorophyllum olivieri) à l'anneau double, aux mèches grisâtres concolores au fond du chapeau et au bulbe non marginé. Comestible, mais certains la tolèrent mal.
- La Lépiote de Morgan (Chlorophyllum molybdites) rarissime en Europe, éventuellement dans les serres rappelant un climat tropical, à l'anneau double et aux lames aux reflets verdâtres à maturité. Nettement toxique.
- La Lépiote mamelonnée (Macrolepiota mastoidea) au chapeau nettement mamelonné avec de petites nombreuses écailles, au pied peu chiné, au bulbe non marginé, à l'anneau fin simple ou double, et à la chair non rosissante. Comestible.
- La Lépiote excoriée (Macrolepiota excoriata) au chapeau crème excorié sur les bords, au pied lisse, à l'anneau simple et mince, au bulbe non marginé, et à la chair non rosissante. Comestible.